# Europese Economische Ruimte

EU-landen
EVA-landen

De Europese Economische Ruimte (EER) is het resultaat van een in 1992 gesloten akkoord tussen de landen van de Europese Gemeenschap (EG) (later de Europese Unie, EU) en de Europese Vrijhandelsassociatie (EVA). Het EER-akkoord trad in werking op 1 januari 1994.

## Doel van de EER
De landen van de EER hebben toegang tot de interne markt van de Europese Unie, en zijn ook gebonden aan het vrije verkeer van personen, goederen, diensten en kapitaal. Ook wordt er samengewerkt op economisch gebied. In ruil daarvoor moet de EU-wetgeving met betrekking tot de interne markt ook in de wetgeving van de EER-landen die zelf geen lid van de EU zijn worden overgenomen, met enkele uitzonderingen op het gebied van bijvoorbeeld visserij en landbouw. Daarnaast betalen deze landen voor toegang tot de interne markt van de EU. De EU-landen betalen hiervoor via hun bijdrage aan de EU.
De EER telt 30 lidstaten: de 27 EU-lidstaten en drie van de vier EVA-lidstaten (Noorwegen, IJsland en Liechtenstein). Zwitserland is lid van de EVA, maar maakt geen deel uit van de EER. Hoewel Zwitserland meesprak tijdens de vorming van de EER, wees de bevolking  in een referendum de toetreding tot de EER af.  
Inmiddels is onder andere het vrije verkeer van personen met Zwitserland geregeld middels de toetreding van Zwitserland tot de Schengenzone. Personencontroles aan de Zwitserse grens zijn hiermee sinds 12 december 2008 opgeheven. Liechtenstein is in 2009 tot het Schengenakkoord toegetreden.

## Organisatie
Er is een gezamenlijke Raad, bestaande uit de vertegenwoordigers van de drie EER-EVA-lidstaten en vertegenwoordigers van het voorzitterschap van de Raad van de Europese Unie, de Europese Commissie en de Europese dienst voor extern optreden. De bedoeling van deze raad is de wetgeving van de drie EVA-landen af te stemmen op die van de Europese Unie ten bate van de Europese Economische Ruimte. Deze raad komt tweemaal per jaar bij elkaar.
Verder functioneert de EER op basis van een tweepijlersysteem, waar enerzijds organen bestaan voor de leden die tevens lid zijn van de Europese Unie, en anderzijds organen bestaan voor de leden die tevens lid zijn van de Europese Vrijhandelsassociatie. Zo vervullen de Europese Commissie en de Toezichthoudende Autoriteit van de Europese Vrijhandelsassociatie dezelfde (toezichthoudende) taken voor verschillende lidstaten (de EU-lidstaten enerzijds en de EVA-lidstaten anderzijds), en wordt de rechtsprekende functie enerzijds vervuld door het Hof van Justitie van de Europese Unie en anderzijds door het Hof van de Europese Vrijhandelsassociatie. Om homogeniteit van regelgeving en naleving te waarborgen houden deze organen nauw contact met elkaar.